# Chiteiki
Le Chiteiki (池亭記), aussi connu sous le nom Chitei no ki, est un des textes kanbun représentatifs du milieu de l'époque de Heian. Appartenant au genre zuihitsu, il est écrit par Yoshishige no Yasutane (ja:慶滋保胤) en 982. Ce texte est une précieuse source d'informations pour comprendre les enjeux sociaux au sein de la capitale à cette époque.

## Contexte
Yasutane prend son inspiration du Chi shang pian (池上篇) de Bai Juyi et du livre de Kane Akira portant le même titre.
Ce court texte est contenu dans le douzième volume du Honchō monzui et se compose de deux parties principales. La première est un commentaire sur les problèmes sociaux. Les descriptions de la capitale sont dignes d'attention : la partie ouest est tombée en ruines et les habitants se pressent dans la partie est. En raison de ces problèmes, la seconde partie expose comment Yasutane se réfugie dans la solitude. Il se construit une petite maison où il peut vivre une vie libre loin des soucis du monde,.

## Influences
Le Chiteiki est d'abord cité comme étant la principale influence du Hōjōki (1212) écrit ultérieurement par Kamo no Chōmei,. Dans le Hōjōki, Chomei imite un certain nombre de dispositifs littéraires trouvés dans le Chiteiki, décrit les mêmes problèmes sociaux et se retire finalement dans la solitude où il se construit une petite cabane.